# Port lotniczy Belo Horizonte
Port lotniczy Belo Horizonte (IATA: CNF, ICAO: SBCF) – międzynarodowy port lotniczy położony 38 km od centrum Belo Horizonte, w Confins, w stanie Minas Gerais, w Brazylii. 7 co do wielkości brazylijski port lotniczy.

## Połączenia krajowe
- Gol Transportes Aéreos: Brasília, Campinas, Campo Grande, Cuiaba, Kurytyba, Fortaleza, Goiânia, Ilhéus, Porto Alegre, Porto Seguro, Recife, Rio de Janeiro (GIG), Salvador, São Paulo (CGH/GRU), Uberlândia, Vitória
- OceanAir: Brasília, Porto Alegre, Recife, São Paulo (CGH)
- TAM Linhas Aéreas: Brasília, Campinas, Kurytyba, Fortaleza, Natal, Porto Alegre, Porto Seguro, Recife, Rio de Janeiro (GIG), Salvador, São Paulo (CGH/GRU), Salvador, São Paulo (CGH/GRU), Vitória
- Varig: Brasília, Kurytyba, Florianópolis, Porto Alegre, Rio de Janeiro (GIG), São Paulo (CGH
- WebJet: Brasília, Campo Grande, Cuiaba, Kurytyba, Fortaleza, Ilheus, Maceio, Natal, Porto Seguro, Recife, Rio de Janeiro (GIG)

## Połączenia międzynarodowe
- TAM Linhas Aéreas: Buenos Aires, Miami, Paryż (CDG)
- Gol Transportes Aéreos: Buenos Aires, Asunción, Cordoba
- Varig: Buenos Aires
- American Airlines: Miami
- Copa Airlines: Panama, Aruba
- TAP Air Portugal: Lizbona